# Фредріксгамнський мирний договір
60°34′00″ пн. ш. 27°11′00″ сх. д. / 60.566666666667° пн. ш. 27.183333333333° сх. д.
Фредріксгамнський мирний договір (швед. Freden i Fredrikshamn; рос. Фридрихсгамский мирный договор; від шведської назви містечка Фредріксгамн; або Фрідріхсгамський мирний договір, слідом за російською, де прийнято таку назву рос. Фридрихсгамский або Гамінський договір (фін. Haminan rauha)) — було укладено 5 (17) вересня 1809 року між Росією і Швецією за підсумками Російсько-шведської війни 1808—09 років, у ході якої Росія повністю окупувала територію Фінляндії і розгромила шведські війська.
Згідно з цією угодою, вся Фінляндія (включаючи Аландські острови) відходила до Російської імперії. Допускалося переселення шведського населення з Фінляндії до Швеції та в зворотному напрямку. Швеція повинна була укласти мир з Наполеоном (вона була неодмінним учасником всіх антифранцузьких коаліцій).
Після укладення договору було утворено Велике князівство Фінляндське, яке увійшло до складу Росії.
Фредріксгамнський мирний договір щодо Фінляндії діяв до 1920 року, коли згідно з Тартуським мирним договором між РРФСР та  Фінляндією була визнана державна незалежність Фінляндії.